# Банк Намібії
Банк Намібії (англ. Bank of Namibia) — центральний банк Намібії.
Заснований у 1993 році для заміни Резервного банку Намібії. Займається грошово-кредитною політикою — політикою держави, що впливає на кількість грошей в обігу з метою забезпечення стабільності цін, повної зайнятості населення і зростання реального обсягу виробництва. Це єдина установа, якій дозволено випускати намібійської долар з дозволу, виданого Актом Парламенту Намібії. Управляється Радою Директорів, що складається з губернатора, віце-губернатора, постійних представників Казначейства, члена державної служби та чотирьох представників громадськості.
Штаб-квартира —  Віндгук. Філія — Ошакаті.